# Forces Armades de Romania
Les Forces Armades Romaneses (en romanès: Forţele Armate Române o Armata Română) estan constituïdes per les forces terrestres romaneses, la forces aèries i les forces navals romaneses constitueixen les. L'actual comandant en cap és l'almirall Gheorghe Marin, dirigit pel ministre de Defensa, mentre que el president és el comandant suprem de les Forces Armades en temps de guerra.
La despesa total en defensa ascendeix al 2,05% del Producte Interior Brut (PIB), cosa que representa aproximadament 2 900 milions de dòlars (lloc 47). No obstant això, les Forces Armades de Romania es passen prop d'11 milions de dòlars en els propers cinc anys en la modernització i l'adquisició de nous equips.
Dels 195.000 homes i dones que actualment comprenen les Forces Armades, 180.000 són personal militar i els altres de 15.000 civils. L'Exèrcit de Terra tenen una força de 45.000 efectius, la Força Aèria 13 250 i les Forces Navals 6800, mentre que els 8800 restants serveixen en altres camps.
Les Forces de Terra han revisat recentment el seu equipament, i actualment són un exèrcit modern amb les capacitats per a la seva integració amb altres cossos de l'OTAN. Actualment, participen en la missió de manteniment de la pau a Afganistan, juntament amb altres països de l'OTAN. La Força Aèria en el present utilitza avions de combat tipus caça modernitzats d'origen soviètic MiG-21 LanceR, que està previst siguin reemplaçats per moderns Eurofighter Typhoon, Saab 39 Gripen o F-16 Fighting Falcon per a 2010-2012. La Força Aèria també ha realitzat un encàrrec per a l'adquisició de 7 nous avions de transport tàctics C-27J Spartan, per al reemplaçament del gruix de la vella força de transport. Dues antigues fragates modernitzades del tipus 22 de la Royal Navy han estat adquirides per les Forces Navals el 2004 i quatre modernes corvetes de míssils han estat encarregades per als propers anys. Tres helicòpters de producció nacional IAR 330 Puma NAVAL han estat encarregats per les Forces Navals a finals del 2008.

## Efectius

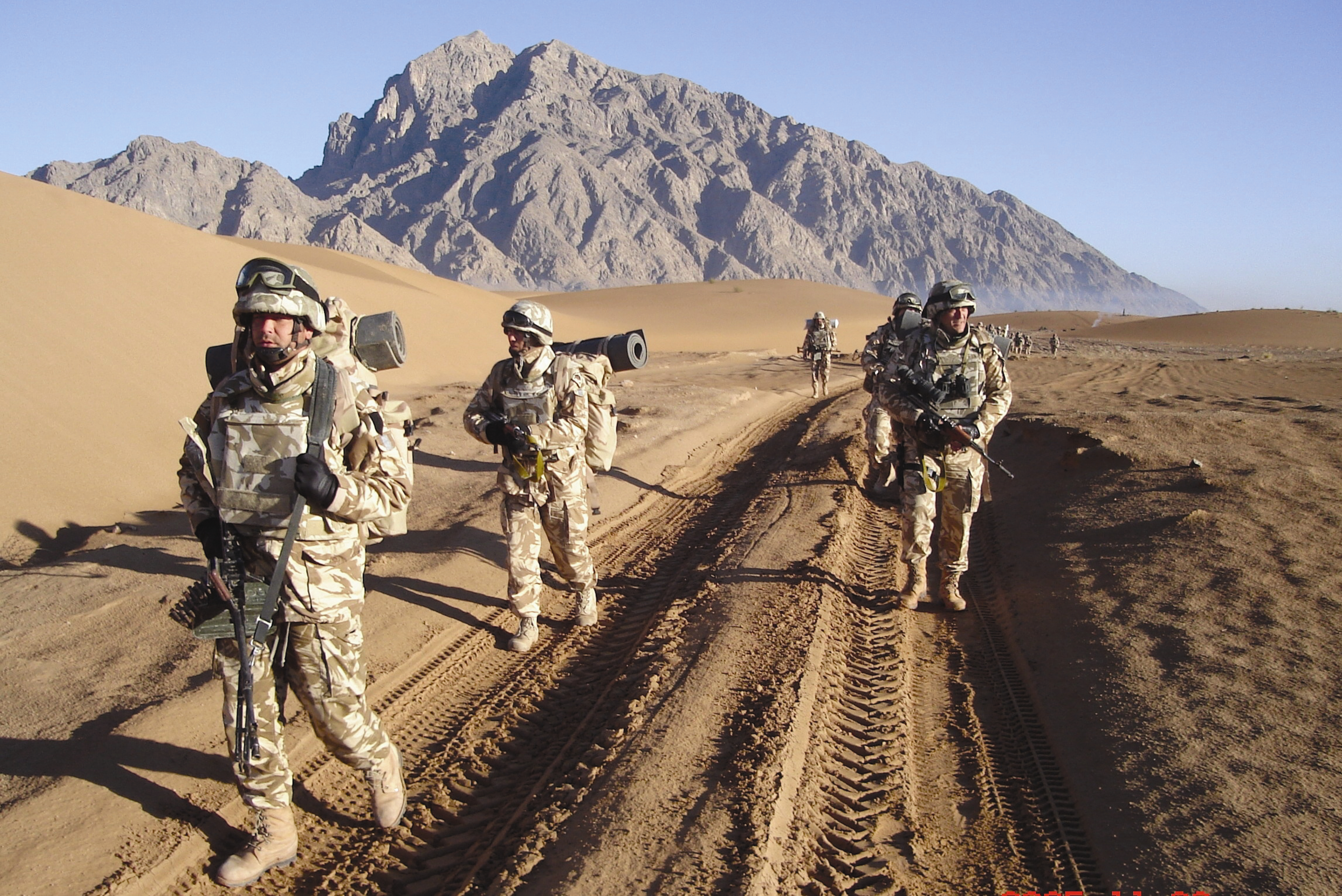
Soladats romanesos patrullant a l'Afganistan.

Romania es va unir a l'OTAN el 2004. Com a conseqüència, s'han fet amplis preparatius per a l'abolició del servei militar obligatori i la transició a un exèrcit professional el 2007. Les noves forces armades es componen de 90 000 homes i dones. Prop de 75 000 són el personal militar, mentre que 15 000 es componen de personal civil. 60.000 dels 90.000 seran les forces actives, mentre que 30.000 constitueixen les forces territorials. Dels 75 000 efectius que componen l'exèrcit reial, ca. 45 800 componen l'Exèrcit de Terra de Romania, 13 250 són de la Força Aèria de Romania i 6800 es troben en les Forces Navals de Romania, mentre que els 8800 restants serveixen en altres camps.

## Modernització
Els militars romanesos en essència, se sotmetran a una reestructuració de tres etapes. A partir del 2007, la primera etapa de curt termini ha estat completada. El 2015 marca el final de la segona etapa, quan les forces armades han d'arribar a una compatibilitat superior amb les forces de l'OTAN. El 2025, la llarga etapa de termini ha de ser completada. Les etapes tenen per objecte modernitzar l'estructura de les forces armades, reduir el personal, així com adquirir noves i millors tecnologies que siguin compatibles amb els estàndards de l'OTAN.

## Missions internacionals

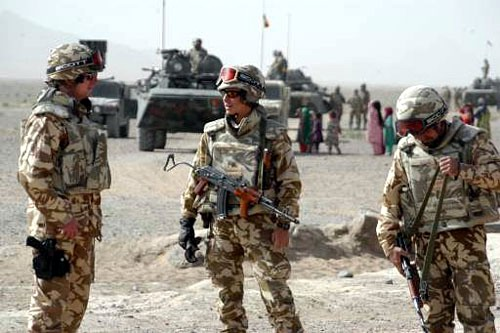
Soldats romanesos al sud de l'Afganistan en una operació amb forces nord-americanes.

Romania té tropes desplegades a l'Afganistan. En el seu apogeu, el contingent romanès a l'Iraq pujava a 730 soldats; tot i això, es va reduir aquest nombre a 350 soldats. Romania va posar fi a la seva missió a l'Iraq i va retirar les últimes tropes el 24 de juliol de 2009. Romania té actualment 900 soldats a Afganistan.

## Altres institucions militaritzades
Les següents institucions romaneses tenen condició militar, però no formen part de les Forces Armades:
- Gendarmeria Romanesa (Jandarderia Română), subordinada al Ministeri d'Administració i Interior ;
- Inspectoràtol General al Corpului Pompierilor Militari (Bombers Militars) i Comandamentul Protecţiei Civile (Protecció Civil), fusionat amb el Servei d'Inspecció per a Situacions d'Emergència dins del Ministeri de l'Interior;